# Vitfläckat nejlikfly
Vitfläckat nejlikfly, Hadena albimacula, är en fjärilsart som beskrevs av Moritz Balthasar Borkhausen 1792. Vitfläckat nejlikfly ingår i släktet Hadena och familjen nattflyn, Noctuidae. Enligt den rödlistan i respektive land är arten nära hotad, NT, i både Sverige och Finland. I Sverige förekommer arten från Skåne till Ångermanland, från Gästrikland och norrut påträffas den endast längs kusten. I Finland förekommer arten ungefär till i höjd med Tammerfors. Artens livsmiljö är torrängar med tillgång till artens värdväxter, smällglim, tjärblomster och i viss mån rödblära. Nattblommande växter, främst nejlikeväxter är en förutsättning som näring till imago fjärilar. Inga underarter finns listade i Catalogue of Life.